# دهستان بهمبر
دهستان بهمبر نام دهستانی در بخش ضیابر شهرستان صومعه‌سرا در استان گیلان ایران است. 